# Айхштетт (район)
Айхштетт (нем. Eichstätt) — район в Германии. Центр района — город Айхштетт. Район входит в землю Бавария. Подчинён административному округу Верхняя Бавария. Занимает площадь 1214,41 км². Население — 123 295 чел. Плотность населения — 101,52 человек/км².
Официальный код района — 09 1 76.
Район подразделяется на 30 общин.

## Города и общины

Муниципалитеты района Айхштетт (Бавария)

Городские общины
1. Айхштетт (12 907)
2. Байльнгрис (8 698)

Ярмарочные общины
1. Альтманштайн (6 957)
2. Велльхайм (2 754)
3. Гаймерсхайм (10 956)
4. Дольнштайн (2 890)
5. Кёшинг (8 299)
6. Киндинг (2 473)
7. Кипфенберг (5 725)
8. Мёрнсхайм (1 667)
9. Нассенфельс (1 835)
10. Пфёрринг (3 500)
11. Титтинг (2 692)

Сельские общины
1. Адельшлаг (2 750)
2. Айтенсхайм (2 667)
3. Бёмфельд (1 632)
4. Буксхайм (3 475)
5. Вальтинг (2 386)
6. Ветштеттен (4 656)
7. Гросмеринг (6 410)
8. Денкендорф (4 480)
9. Лентинг (4 805)
10. Миндельштеттен (1 636)
11. Обердоллинг (1 219)
12. Полленфельд (2 814)
13. Хепберг (2 486)
14. Хицхофен (2 775)
15. Шернфельд (3 069)
16. Штаммхам (3 550)
17. Эгвайль (1 073)

Административные сообщества
1. Айтенсхайм
2. Айхштетт
3. Нассенфельс
4. Пфёрринг

Межобщинная территория
1. Хаунштеттер-Форст

## Население
По оценке на 31 декабря 2015 года население района Айхштетт составляет 128 805 чел. 

| Дата      | 1840  | 1871  | 1900  | 1925  | 1939  | 1950  | 1961  | 1970  | 1987  | 2011   |
| --------- | ----- | ----- | ----- | ----- | ----- | ----- | ----- | ----- | ----- | ------ |
| Население | 49113 | 53029 | 57539 | 62405 | 62179 | 84045 | 77693 | 85585 | 97347 | 123421 |

| Год       | 1960  | 1970  | 1980  | 1990   | 2000   | 2009   | 2010   | 2011   | 2012   | 2013   | 2014   | 2015   |
| --------- | ----- | ----- | ----- | ------ | ------ | ------ | ------ | ------ | ------ | ------ | ------ | ------ |
| Население | 76739 | 85945 | 94499 | 104330 | 119561 | 124699 | 125015 | 123961 | 125039 | 125858 | 127189 | 128805 |